# Józef II Habsburg
Józef II Habsburg (ur. 13 marca 1741 w Wiedniu, zm. 20 lutego 1790 tamże) – cesarz rzymski w latach 1765–1790, przedstawiciel absolutyzmu oświeconego, w czasie urzędowania wdrożył wiele reform dotyczących systemu podatkowego i szkolnictwa, wprowadził silne scentralizowane rządy, tolerancję religijną, ograniczył wpływy duchowieństwa i zniósł poddaństwo osobiste chłopów.
Po śmierci ojca Franciszka I Lotaryńskiego w 1765 r. dopuszczony do współrządzenia z matką w dziedzicznych krajach austriackich. Wbrew woli Marii Teresy polecił zająć miasta spiskie (1769), czym rozpoczął I rozbiór Polski (1772). Rządził państwem austriackim w latach 1780–1790.
Od 1780 wyłączny władca krajów habsburskich. Naśladował pruski militaryzm. Dążył do budowy zwartej monarchii z jednolitym językiem, administracją i systemem podatkowym. Najstarszy syn cesarzowej Marii Teresy Habsburg i Franciszka I Lotaryńskiego, wnuk Karola VI Habsburga. Miał dwie żony: Izabelę Marię Parmeńską i Marię Józefę Wittelsbach; zmarł jednak bezpotomnie (dwie jego córki z pierwszego małżeństwa zachorowały i umarły w dzieciństwie). Rozpoczął proces podporządkowywania Kościoła katolickiego państwu (józefinizm). W katalogu kar kryminalnych zniósł karę śmierci.

## Wczesne lata życia

Cesarski herb Józefa II

Osobisty herb Józefa II

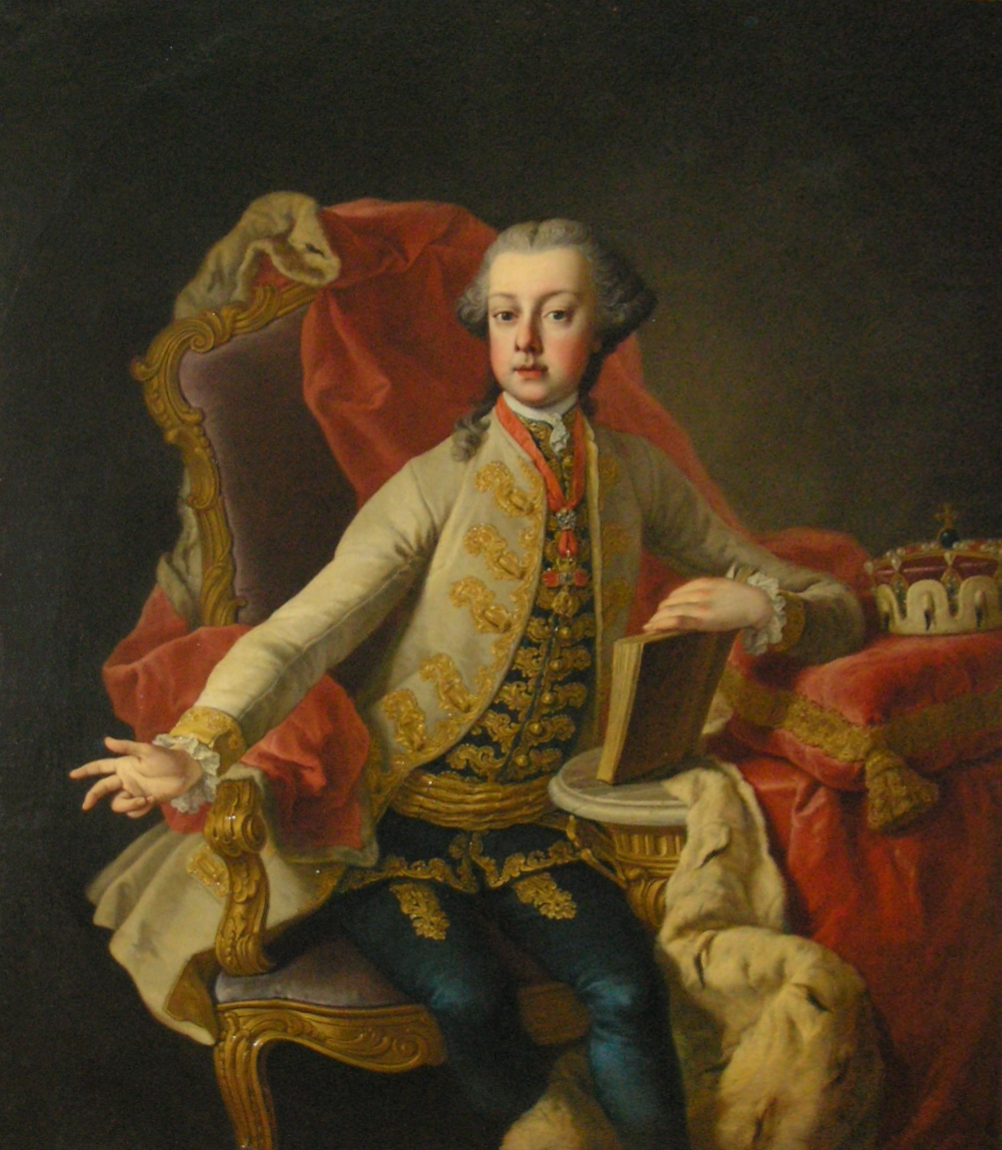
Arcyksiążę Józef, ok. 1747–1749, obraz Martina van Meytensa

Józef urodził się w 1741 r. Był czwartym dzieckiem i pierwszym synem Marii Teresy i Franciszka Lotaryńskiego. Po raz pierwszy pokazano go publicznie, kiedy miał zaledwie 2 miesiące. Było to 18 maja 1741 r. w Preszburgu, podczas koronacji Marii Teresy na królową Węgier. Maria Teresa chciała aby jego pierwszym imieniem było „Karol”, ale ostatecznie zdecydowała się zmienić je na imię patrona dnia narodzin syna. Józefa ochrzcił nuncjusz papieski w asyście 16 biskupów. Papież Benedykt XIV był jednym z jego ojców chrzestnych. Wysłał on Józefowi poświęconą kołyskę, jednak z powodu napięć między Rzymem a Wiedniem dotarła ona na miejsce z kilkuletnim opóźnieniem.
Mały arcyksiążę był dzieckiem krnąbrnym, upartym i zamkniętym w sobie. Nie lubił podporządkowywać się nakazom. Bardzo trudno było też zmusić go do jedzenia. W 1745 r. zachorował na ospę wietrzną, ale szczęśliwie wyzdrowiał. W 1747 r. poseł króla pruskiego Fryderyka II, Podewils, pisał o następcy tronu Austrii, Czech i Węgier: Józef jest dobrze zbudowany, jego niebieskie oczy są całkiem podobne do oczu matki; poza tym jest podobny raczej do ojca. Jego spojrzenie jest śmiałe i ma on lekceważący sposób bycia.
Wkrótce mały Józef otrzymał swój pierwszy dwór. W jego skład weszli markiz Poal, hrabia Salm, hrabia Starhemberg, hrabia Saurau, hrabia Harrach i hrabia Goess. 30 marca 1752 r., razem ze swoją starszą siostrą Marią Anną, otrzymał Pierwszą Komunię Świętą w kościele augustianów w Wiedniu. Udzielający komunii nuncjusz papieski podczas uroczystości upuścił hostię, co odczytano jako zły znak. 25 lipca 1753 r. arcyksiążę został bierzmowany. 2 listopada 1755 r. w imieniu króla Portugalii Józefa I trzymał do chrztu swoją siostrę Marię Antoninę. W 1756 r. ponownie zachorował na ospę.
Wychowanie następcy tronu powierzono jezuicie Ignazowi Höllerowi i augustianinowi Franzowi Josephowi Wegerowi. Program nauczania Józefa ułożył sekretarz Marii Teresy Bartenstein. Największy nacisk kładł on na naukę historii i prawa. Egzamin z prawa natury i prawa publicznego Józef zdał 23 lutego 1756 r. W przeciwieństwie do większości rodziny Józef nie grał na żadnym instrumencie, ale potrafił odczytać nuty.
Kolejnym wychowawcą Józefa został ochmistrz feldmarszałek hrabia Karl Joseph von Batthyány, który wychowywał następcę tronu jako żołnierza. Wskutek takiego wychowania Józef stał się arogancki i pozbawiony szacunku dla innych. Zaczął być uważany za egoistę i człowieka bez serca. Był sceptykiem, interesował się sprawami wojska i administracji. Interesował się nowymi prądami w życiu umysłowym Europy. Czytywał Woltera, Martiniego i Encyklopedystów. Podziwiał również Fryderyka II, a zarazem go nienawidził. Chciał zreformować Austrię w duchu pruskim, aby stworzyć monarchię, która rzuci wyzwanie państwu pruskiemu i pomści niepowodzenia odnoszone przez naddunajską monarchię w starciach z północnym sąsiadem. Józef nie miał jednak talentu wojskowego i zmysłu politycznego Fryderyka. Był biurokratą o żelaznej woli.

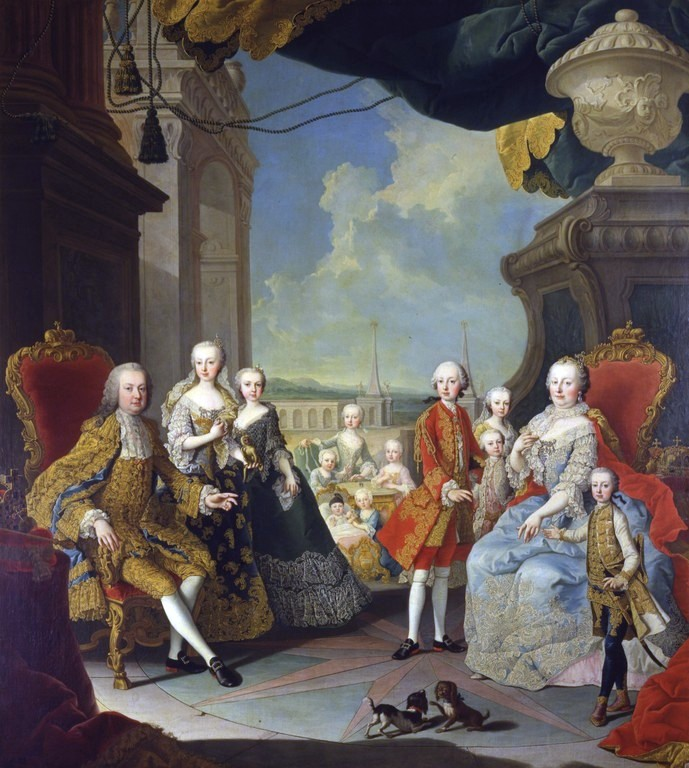
Józef II (piąty z prawej) razem z rodziną

Kiedy miał 20 lat, Józef spisał sobie wytyczne, które nazwał „marzeniami” (Träumereien). Potęga państwa miała opierać się na jak najbardziej wydajnej pracy poddanych, a zadaniem rządu miało być zachęcanie do pracy, usuwanie przeszkód hamujących aktywność producentów i zwalczanie marnotrawstwa. Władza cesarza miała być absolutna. Józef nie uznawał instytucji stanowych, przywilejów i dotychczasowych systemów prawnych. Wróg etykiety i dworskich splendorów, niemający pociągu do zabaw, kobiet i polowań, wiecznie zapracowany „sługa państwa” odznaczał się prostotą ubioru i sposobem obcowania z ludźmi. Żądny wiedzy wiele podróżował, zarówno po kraju, jak i za granicą, przeważnie incognito.

## Cesarz rzymski. Współrządy z Marią Teresą
Jako następca tronu Józef wcześnie zaczął być dopuszczany do rządów. Sam miał również wielkie ambicje polityczne. Już w 1756 r. ułożył projekt dekretu nakazującego konfiskatę dóbr kościelnych, jednak pozostał on w sferze planów. W 1760 r. został powołany do Rady Państwa. W tym samym roku, 6 października w Wiedniu, poślubił Izabelę Marię Burbon (31 grudnia 1741 – 27 listopada 1763), córkę księcia Parmy Filipa I i Ludwiki Elżbiety Burbon, córki króla Francji Ludwika XV. Izabela była ładną, miłą i inteligentną dziewczyną. Józef miał z nią dwie córki zmarłe w dzieciństwie i darzył ją szczerą miłością, jednak nieodwzajemnioną. Izabela coraz bardziej pogrążała się w melancholii, a swoje uczucia przelała na siostrę Józefa, Marię Krystynę. Zmarła w 1763 r. Jej śmierć bardzo dotknęła Józefa.

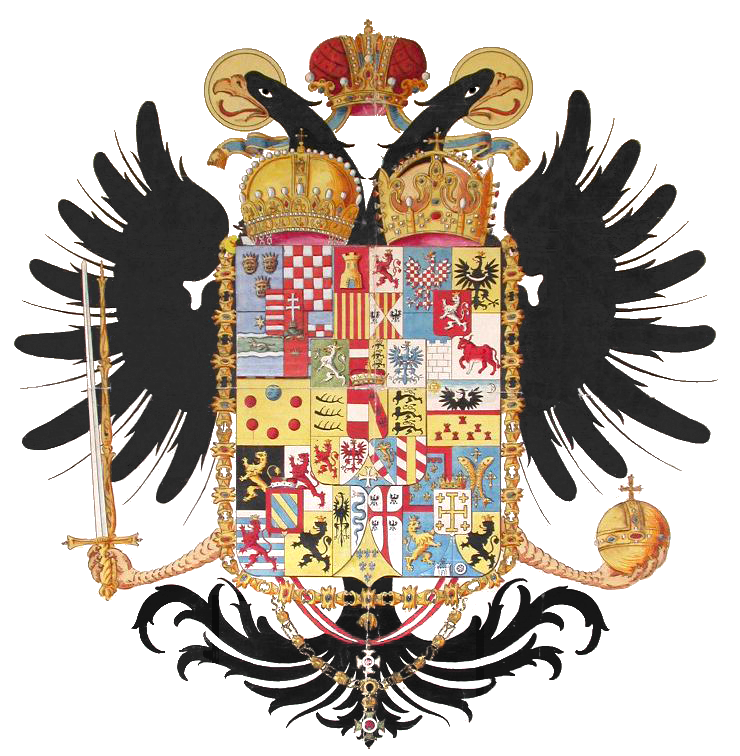
Herb wielki Józefa II

Wkrótce za namową matki Józef ożenił się ponownie. 23 stycznia 1765 r. w pałacu Schönbrunn poślubił Marię Józefę Antoninę Wittelsbach (30 marca 1739 – 28 maja 1767), córkę elektora bawarskiego Karola Albrechta i Marii Amalii Habsburg, córki cesarza Józefa I. Małżeństwo to było nieudane. Józef przedzielił ścianą małżeńską sypialnię, a żonę lżył i obrażał. Kiedy matka usiłowała go nakłonić do napisania listu do żony, Józef odrzekł: Byłoby mi bardziej miłe i wprawiłoby mnie w mniejsze zakłopotanie, gdybym miał napisać do Wielkiego Mogoła.

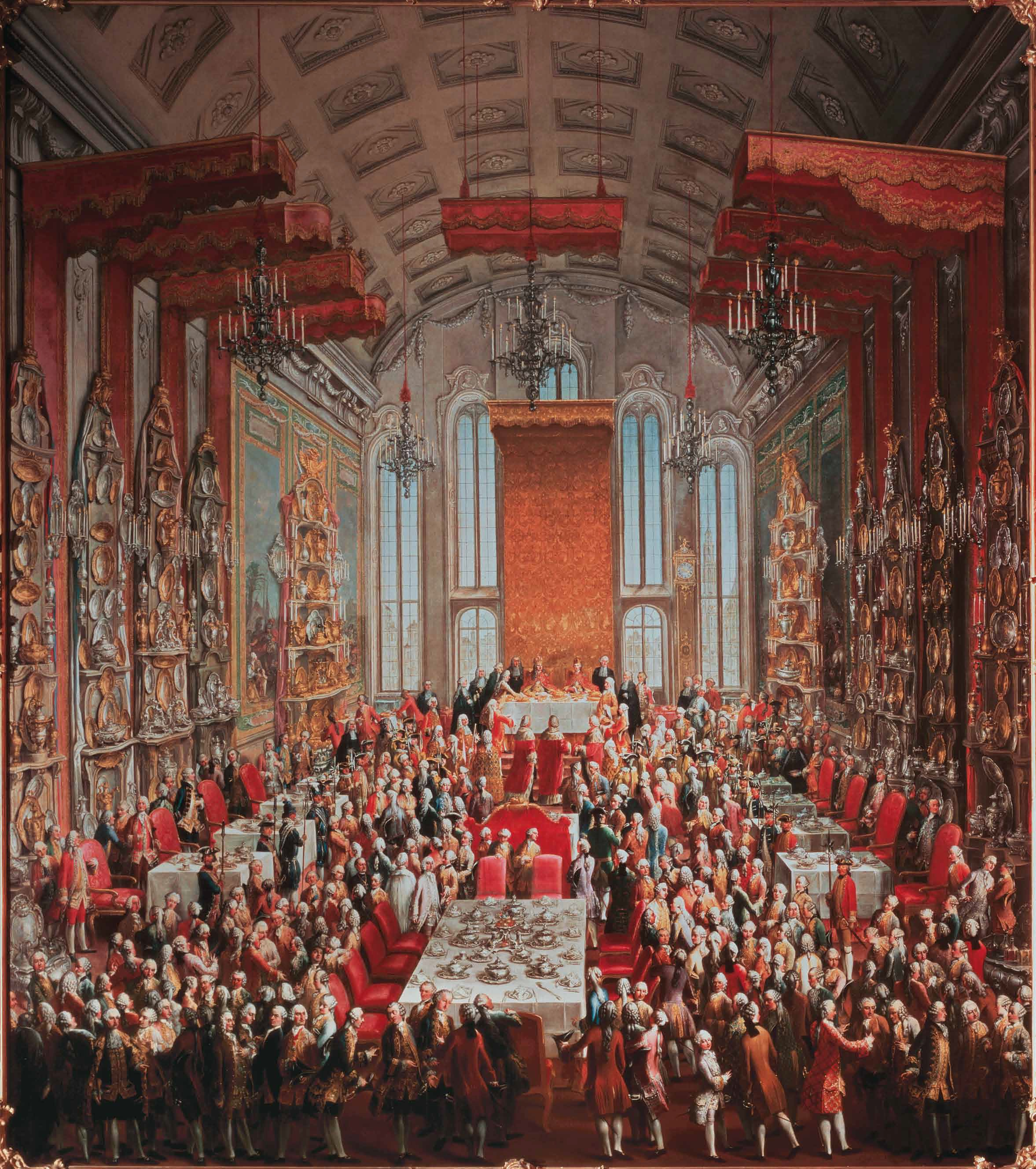
Uczta koronacyjna Józefa II we Frankfurcie nad Menem

Józef był naturalnym kandydatem na jego następcę swojego ojca na tronie niemieckim. 27 marca 1764, wskutek zabiegów rodziców, został wybrany na króla rzymskiego (czyli króla Niemiec, a zatem następcę tronu cesarskiego) przez elektorów, którymi byli: jego matka jako królowa Czech, król pruski Fryderyk II jako elektor brandenburski, książę saski Fryderyk August III, palatyn reński Karol Teodor, książę bawarski Maksymilian III Józef, król Wielkiej Brytanii Jerzy III jako książę hanowerski, arcybiskup Kolonii Maksymilian Fryderyk von Königsegg-Rothenfels, arcybiskup Moguncji Emmerich Josef von Briedbach i arcybiskup Trewiru Johann Philipp von Walderdorf. 18 sierpnia 1765 r., podczas uroczystości weselnych młodszego brata Józefa, arcyksięcia Piotra Leopolda, nagle zasłabł i zmarł cesarz Franciszek Lotaryński. W tym momencie Józef został cesarzem rzymskim, suwerenem Świętego Cesarstwa Rzymskiego. 23 września 1765 roku Maria Teresa mianowała syna współwładcą w Austrii, Czechach i na Węgrzech (od tej pory dzielił z matką jej tytuły i władzę, pozostając pod jej zwierzchnictwem). W 1766 r. został również naczelnym wodzem armii austriackiej.
W tym okresie cesarz Józef dużo podróżował. W sierpniu 1769 w Nysie spotkał się potajemnie z Fryderykiem II, który określił cesarza mianem człowieka ambitnego, zdolnego podpalić cały świat. W 1769 r. udał się do Włoch, gdzie obserwował konklawe na którym wybrano Klemensa XIV. Pod koniec lat 70. odwiedził Rosję i spotkał się z cesarzową Katarzyną II. W 1777 r. spotkał się z francuskim ministrem Vergennesem, który uznał Józefa za człowieka „ambitnego i despotycznego”.
15-letnie współrządy Józefa z Marią Teresą nie układały się najlepiej. Matkę raziły zbyt „demokratyczne” poglądy syna oraz kwestie religijne. Józef był antyklerykałem i zwolennikiem tolerancji religijnej. Maria Teresa natomiast była gorliwą katoliczką. Nadrzędna pozycja matki hamowała reformatorskie dążenia cesarza. Swoje ambicje Józef realizował na forum polityki międzynarodowej. W 1769 r. Austriacy zajęli zastaw spiski, stawiając pierwszy krok na drodze do I rozbioru Polski, który nastąpił ostatecznie w 1772 r. Planom tym sprzyjał Józef II, trochę wbrew swojej matce. Traktat rozbiorowy został podpisany w Sankt Petersburgu 5 sierpnia 1772 r. Austria wzbogaciła się o Małopolskę Wschodnią razem ze Lwowem i licznymi kopalniami soli.
Politykę Austrii w tym okresie determinowała sprawa Śląska, utraconego na rzecz Prus w 1742 r. Maria Teresa nigdy nie pogodziła się z utratą tej prowincji, a jej poglądy w tym względzie przejął Józef. Z biegiem czasu rola młodego cesarza u boku matki wzrastała, co niepokoiło Fryderyka II, który przypisywał Józefowi chęć „połknięcia” wszystkich książąt Rzeszy i uczynienia z Niemiec monarchii na wzór francuski. Józef rzeczywiście dążył do budowy zwartego bloku ziem habsburskich w południowych Niemczech. Z tej przyczyny spadało zainteresowanie Wiednia Niderlandami austriackimi, które chciano wymienić na Śląsk lub Bawarię. W tej ostatniej w 1777 r. zmarł bezpotomnie elektor Maksymilian III Józef. Nastręczało to możliwości różnych kombinacji.

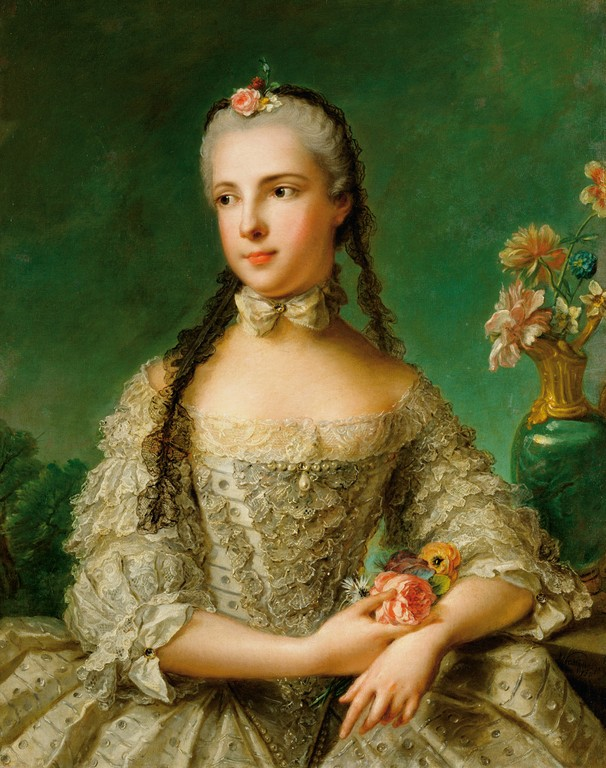
Izabela Maria Burbon-Parmeńska, pierwsza żona Józefa

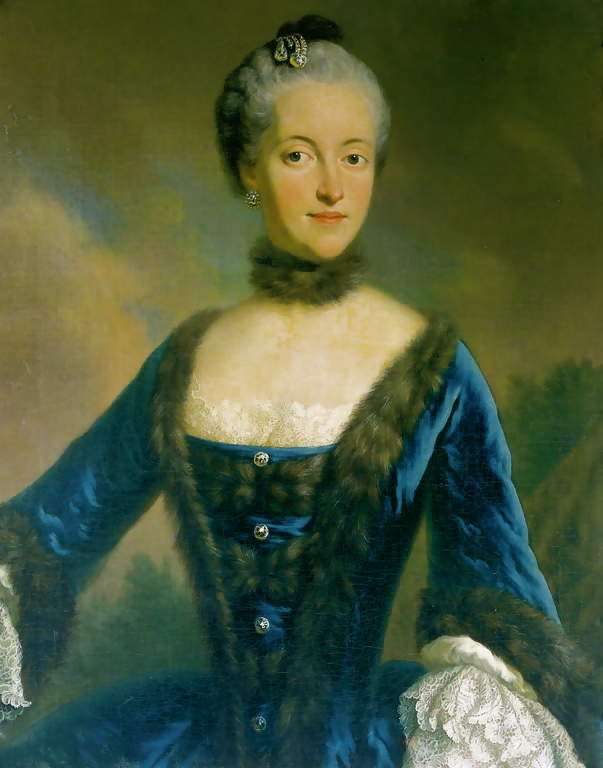
Maria Józefa Antonina Wittelsbach, druga żona Józefa

Spadkobiercą Maksymiliana był elektor Palatynatu Karol Teodor. On również nie miał legalnego potomstwa, za to mnóstwo dzieci z nieprawego łoża. W zamian za uposażenie i utytułowanie swoich bękartów Karol zrzekł się na rzecz Józefa 1/3 terytorium Bawarii. Wywołało to niepokój w Niemczech. W styczniu 1778 r. Józef wprowadził austriackie wojska do Bawarii. Józef liczył na poparcie Francji oraz na to, że przekupi Fryderyka II uznaniem jego praw do sukcesji w margrabstwach Ansbach i Bayreuth. Francja jednak uznała działania Józefa za naruszenie równowagi w Niemczech, a Fryderyk ani myślał zgodzić się na połknięcie Bawarii przez Austrię za cenę dwóch małych margrabstw. W odpowiedzi na działania Józefa zaatakował Czechy.
Rozpoczęła się krótkotrwała wojna znana jako wojna o sukcesję bawarską. Zarówno Austria, jak i Prusy obawiały się przekształcenia tej wojny w kolejny konflikt europejski. Obie armie unikały bitew, spędzając czas na jedzeniu kartofli (stąd niektórzy złośliwie nazywali ten konflikt „wojną kartoflaną”, Kartoffelkrieg) i walce z dezercjami. Ostatecznie w lutym 1779 r. podpisano pokój w Cieszynie, który oddawał Austrii maleńki skrawek Bawarii, tzw. Innviertel. Pokój zawarto dzięki mediacji Rosji. Józef, który nie zdziałał niczego szczególnego podczas wojny, sprzeciwiał się pokojowi, ale musiał ustąpić przed wolą Marii Teresy.

## Rządy samodzielne. Okres reform

### Polityka zagraniczna
Maria Teresa zmarła w obecności syna 29 listopada 1780 r. Józef, teraz już jedyny władca krajów habsburskich, zaczął dążyć do ściślejszego sojuszu z Rosją. Latem 1780 r. spotkał się z carycą Katarzyną w Mohylewie. Efektem tego spotkania był nieformalny sojusz rosyjsko-austriacki zawarty w postaci wymiany listów między monarchami w maju 1781 r. Katarzyna i Józef obiecywali sobie nabytki terytorialne kosztem Polski i Turcji.

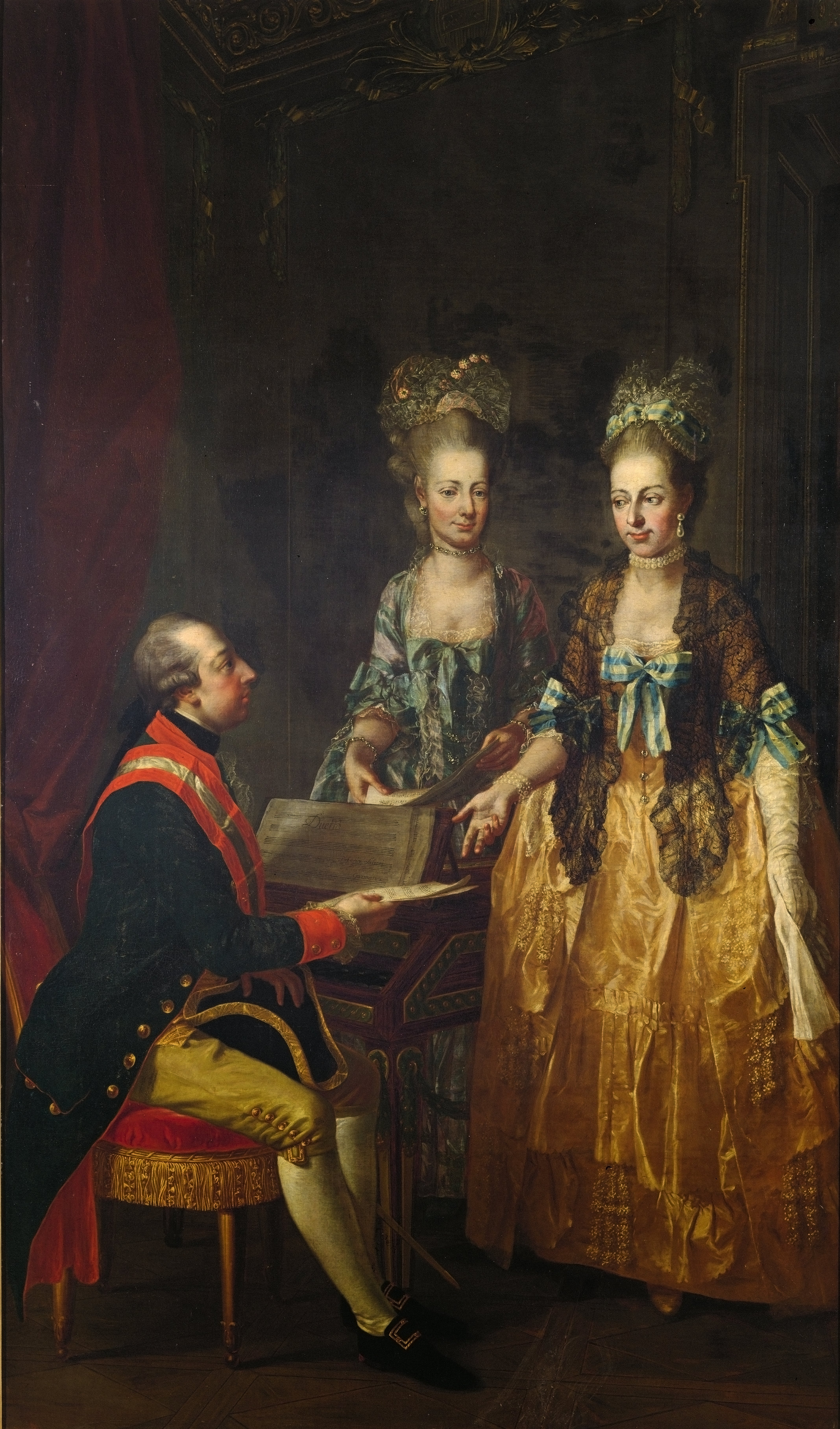
Józef ze swoimi siostrami, Marią Anną i Marią Elżbietą

Józef jednak stracił wkrótce zainteresowanie sprawami wschodnimi i zaczął się troszczyć o austriackie Niderlandy. Zażądał od Republiki Zjednoczonych Prowincji zapewnienia wolności żeglugi i wydania twierdz bariery. Konflikt ten został zażegnany za pośrednictwem Francji, od której Józef teraz oczekiwał przysługi w innej sprawie. Pod koniec 1784 r. cesarz przekonał Karola Teodora do wymiany Bawarii na Niderlandy, gdzie miało powstać „Królestwo Austrazji”. Taki plan wymagał jednak zgody następcy tronu bawarskiego, księcia-palatyna Dwóch Mostów Karola III Augusta, klienta Francji. W styczniu 1785 r. Rada Królewska w Wersalu uznała, że może to przyczynić się do wzmocnienia Austrii i ostateczną decyzję w tej sprawie uznała od woli Fryderyka II. O zgodzie na takie rozwiązanie sukcesji bawarskiej ze strony króla Prus oczywiście nie mogło być mowy.
Fryderyk II wykorzystał ten pomysł cesarza, aby zjednoczyć przeciwko niemu książąt Rzeszy (tzw. „książęca liga” z maja 1785 r.). Krok ten przyczynił się do wzrostu popularności Fryderyka w Niemczech i oznaczał klęskę niemieckiej polityki Józefa. Śmierć „Starego Fryca” 17 sierpnia 1786 r. nie zmieniła sytuacji. W efekcie Józef ponownie zainteresował się kwestią wschodnią.
W tym czasie caryca Katarzyna zaczęła snuć ambitne plany wyrzucenia Turków z Europy i osadzenia swojego wnuka Konstantego na cesarskim tronie w Konstantynopolu. W liście do Józefa II z 10 września 1782 caryca proponowała m.in. stworzenie z Mołdawii, Besarabii oraz Wołoszczyzny niepodległej Dacji pod berłem chrześcijańskiego władcy, wcielenie obwodu oczakowskiego bezpośrednio do Rosji, natomiast północnej Serbii – do Austrii. Ze swojej strony cesarz wyraził swoje zainteresowanie aneksją Chocimia, Widinia, Belgradu, a także Bośni. Należące wówczas do Wenecji Istria i Dalmacja miały w myśl tych planów również przypaść Austrii, która w zamian miała oddać Wenecji zdobyte na Turkach Peloponez (Moreę), Kretę i Cypr. W 1787 r. Katarzyna i Józef spotkali się w Chersoniu. Trzy miesiące później wybuchła VI wojna rosyjsko-turecka. Józef z pewnym ociąganiem wypełnił zobowiązania sojusznicze. VIII wojna austriacko-turecka rozpoczęła się w lutym 1788 r.
Austriacy początkowo ponosili porażki w Bośni i Serbii, ale w 1789 r. zdobyli Belgrad i zajęli część Wołoszczyzny. Józef z zapałem przystąpił do budowy austriackiej administracji na okupowanych terenach, ale postępy armii austriackiej zostały wkrótce wstrzymane z powodu sytuacji międzynarodowej. Za Turcją i Szwecją (która w 1788 r. zaatakowała Rosję od strony Finlandii) stanęły Wielka Brytania, Prusy i Holandia. Pojawiły się plany, aby za bałkańskie nabytki Józef oddał Polsce Galicję, a Prusy w zamian otrzymałyby Gdańsk i Wielkopolskę. Tym planom sprzeciwiły się Rosja i Austria, które podpisały konwencję o nienaruszalności granic Rzeczypospolitej. Józef zmarł w lutym 1790 r., przed wyjaśnieniem się sytuacji.

### Reformy wewnętrzne

#### Zarząd państwem i administracja
Śmierć Marii Teresy sprawiła, że nic nie stało na przeszkodzie reformatorskim ambicjom Józefa. Od śmierci starej cesarzowej na kraje habsburskie spadł istny deszcz cesarskich dekretów. W ciągu 10 lat panowania Józef wydał ich łącznie 6 000. Dotyczyły one administracji, spraw społecznych, skarbowych, gospodarczych, sądowych, szkolnych i kościelnych.
Wielki zwolennik centralizacji Józef połączył nadworne instytucje administracji państwowej (Zjednoczoną Czesko-Austriacką Kancelarię Nadworną, Izbę Skarbową i Deputację Bankową) w jedną wielką centralę, której podporządkował również Galicję i Bukowinę. Na niższym szczeblu cesarz zniósł zarządy krajowe i nie licząc się z tradycjami wprowadził nowy podział administracyjny na gubernie, okręgi i powiaty. Rozbudowano administrację prowincjonalną, która przejęła kompetencje stanów i zarządów krajowych. Józef utrzymał samorządowe organy w miastach (wydziały i magistraty) i wsiach (wójtowie i przysiężnicy). Józef wprowadził pragmatykę służbową, dodatki za wysługę lat, renty dla emerytów i wdów oraz nakaz donoszenia na zaniedbujących obowiązki kolegów. Monarchia zyskała w ten sposób oddany i gorliwy aparat urzędniczy, który, rekrutując się głównie z Wiednia, Czech i Moraw, przyczynił się do związania z Wiedniem dość luźno do tej pory powiązanych prowincji.
Józef ostentacyjnie nie koronował się na króla Węgier, a koronę św. Stefana zabrał do Wiednia. Kancelarię Siedmiogrodu połączono z Kancelarią Węgierską. Józef nie zwoływał węgierskiego sejmu, a organom lokalnym nakazał porozumiewać się bezpośrednio ze sobą. W miejsce łaciny językiem urzędowym stał się język niemiecki, a w 1786 r. zniesiono samorząd komitacki i podzielono kraj na 10 okręgów na czele z komisarzami królewskimi. Podlegali im podżupanowie. Podobnie postąpiono w Lombardii (w 1786 r. zniesiono tam Senat) i w Niderlandach (w 1787 r. zniesiono rady prowincjonalne na ich miejsce wprowadzając Radę Generalną, a 11 historycznych prowincji zamieniono na 9 okręgów z intendentami na czele). W tych prowincjach nie wprowadzono jednak niemieckiego jako języka urzędowego.
Za panowania Józefa nastąpiło oddzielenie sądownictwa od administracji. Wprowadzono jednolitą i zhierarchizowaną organizację sądową z wykwalifikowanym aparatem sędziowskim. Sądy pierwszej instancji były jeszcze sądami stanowymi. We wsiach były to sądy dominialne, w których pana zastępował justycjariusz. W miastach istniały sądy magistrackie z syndykami na czele. Justycjariusze i syndykowie byli zatwierdzani przez władze obwodowe po zdaniu egzaminów sędziowskich. Pierwszą instancją w sprawach szlachty były sądy ziemskie, które rozstrzygały również spory między chłopami a panami. Sędziami w tych sądach mogły być również osoby nieszlacheckiego pochodzenia. Sądami drugiej instancji były sądy apelacyjne. Najwyższą instancją była wiedeńska Najwyższa Izba Sprawiedliwości.

#### Reformy chłopskie

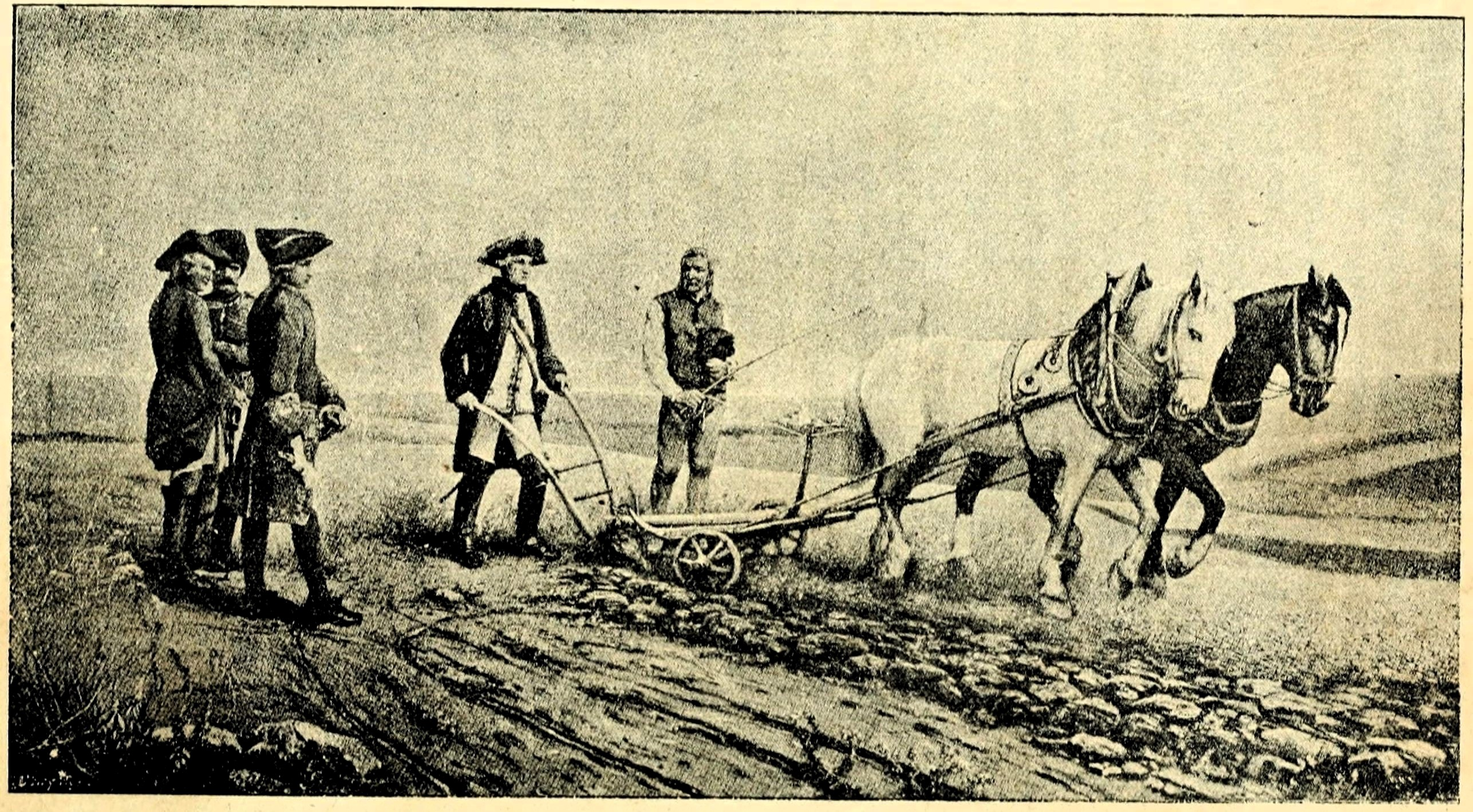
Józef II orze pole (Czechy)

Reformy te pozostawiały wiele ciężarów poprzedniego systemu i wprowadzały nowe. Łamiąc samorządy krajowe Józef wydał 15 stycznia 1781 r. edykt o zniesieniu osobistego poddaństwa chłopów (Leibeigenschaft). We wrześniu wydał patent o opiece rządu centralnego nad chłopami. Odnosiło się to początkowo do Śląska Cieszyńskiego, Czech i Moraw, ale w latach 1782–1786 rozciągnięto postanowienia dekretów na Austrię, Węgry i Galicję. Chłopom przyznano wolność przenoszenia się z miejsca na miejsce, zakaz ich rugowania, dziedziczne prawo do gruntów, ustalenie powinności dworskich i możliwość procesowania się chłopów z panami.
Wymiar pańszczyzny został w 1781 obniżony do 3 dni w tygodniu bez względu na rozmiar użytkowanego gruntu. Nadzwyczajne powinności (tzw. gwałty, darmocha) zniesiono warunkowo, o ile przekraczały dzień pracy
Reforma chłopska była wstępem do reformy skarbowej. Dochody skarbu państwa zamierzano oprzeć na jedynym podatku gruntowo-dochodowym. W latach 1785–1788 sporządzono dokładne spisy ludności i szczegółowy kataster z zestawieniem wszystkich obciążeń chłopskich. Obliczono, że właścicielom dóbr winno przypadać 18% chłopskich dochodów. Z dóbr chłopskich, jak i pańskich państwo miało pobierać podatek w wysokości 12%. Na użytek chłopa pozostawało 70% jego dochodów, z których miał opłacać składki na szkolnictwo i parafie. Reforma zakładała przejście z pańszczyzny na czynsz pieniężny. Zmiany te zostały zadekretowane Patentem Urbarialnym z 10 lutego 1789 r., ale Józef nie zdążył wprowadzić ich w życie.
Cesarz był również wielkim naśladowcą pruskiego militaryzmu. Już w 1771 r. Józef wprowadził nowy system poboru rekruta, dzieląc kraj na okręgi werbunku żołnierza, tzw. Werbebezirke. Rekrutowani z nich chłopi zasilali szeregi określonego pułku. Służba wojskowa była dożywotnia i dodatkowo obciążała chłopów. Rozbudowa armii stanowiła główną troskę cesarza, którego ulubionym strojem był mundur zwykłego żołnierza i który upodobnił swój dwór do polowej kwatery.
W okresie panowania Józefa dochód państwowy wzrósł z 60 do 80 milionów guldenów. Równocześnie rósł deficyt i obieg papierowej waluty.

#### Polityka gospodarcza

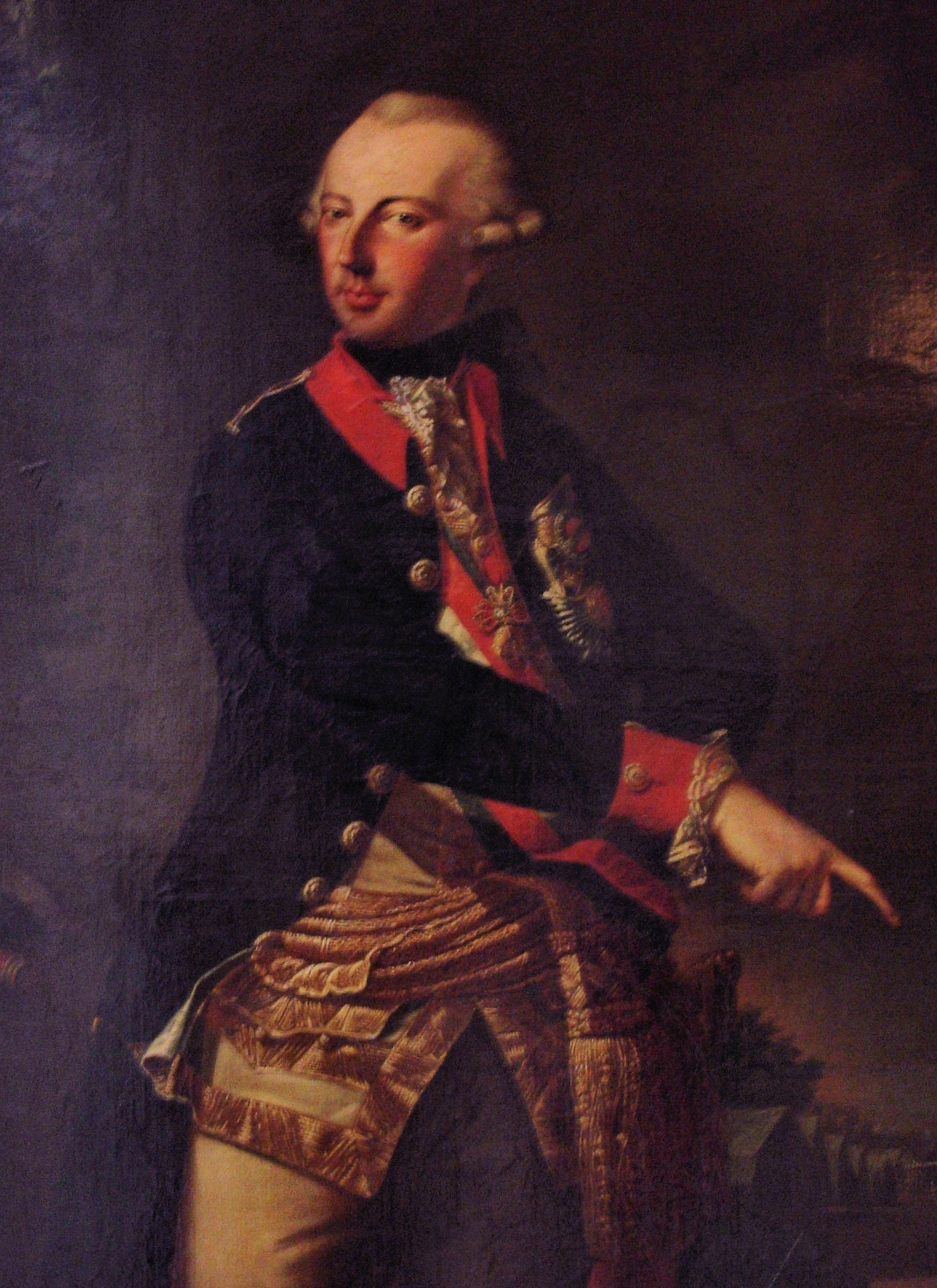
Cesarz Józef II

W polityce gospodarczej Józef doprowadził do skrajności system protekcyjny. W 1784 r. zakazał importu tych obcych produktów, które mogły być produkowane w kraju. Powołując się na opinię lekarzy ogłosił, że kawa i czekolada szkodzą zdrowiu i zakazał ich sprowadzania. Podobne restrykcje objęły też inne towary luksusowe. Te, które zostały sprowadzone pomimo zakazu były publicznie palone. Działania Józefa były jednak bodźcem dla krajowego przemysłu. Rozwijał się handel, zwłaszcza bałkański. Zajmowanie się handlem przestało ubliżać szlachectwu. Od 1781 r. do 1789 r. wydając serię tzw. patentów tolerancyjnych (Toleranzpatente) dla Dolnej Austrii, Czech, Moraw, Śląska i Węgier, cesarz zniósł większość barier dotyczących ludności żydowskiej. Kontynuował rozpoczętą przez matkę akcję kolonizacyjną, sprowadzając osadników z południowych Niemiec na Węgry (zwłaszcza do Banatu) oraz do Galicji i na Bukowinę. Miało to służyć germanizacji wielonarodowej monarchii. 

#### Reformy prawa
Józef przeprowadził również reformy prawa w duchu Oświecenia. W 1781 r. przeprowadzona została pierwsza w Austrii kodyfikacja procedury cywilnej – „Powszechna Ordynacja Sądowa” (Allgemeine Gerichtsordung). Opierała się ona na dotychczas obowiązującym w Rzeszy sposobie postępowania w sprawach cywilnych, ale została wzbogacona odniesieniami do prawa natury i oświeconego absolutyzmu. Kodeks był bardzo drobiazgowy, zgodnie z zasadą wszystko dla ludu, nic poprzez lud.
Niedokończona pozostała kodyfikacja prawa cywilnego. W 1783 r. wydano patent na mocy którego małżeństwo stawało się umową cywilną. W 1786 r. ukazał się opracowany przez Johanna Hortena „Kodeks Józefiński” (Josephinisches Gesetzbuch) regulujący prawo osobowe. Wprowadził on również jednolite prawo spadkowe, zwiększył również swobodę dysponowania majątkiem na wypadek śmierci.

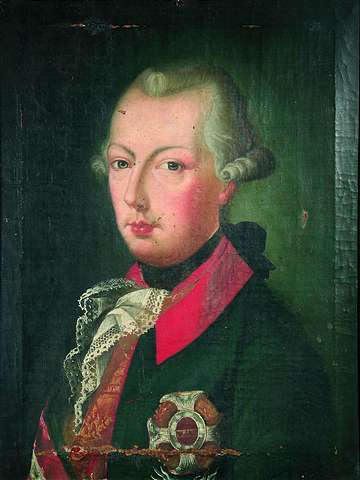
Józef II Habsburg

W 1787 r. wprowadzono nowoczesny kodeks karny Allgemeines Gesetz über Verbrechen und derselben Bestrafung, zwany „Józefiną”. Był to kodeks otwierający nową epokę w rozwoju prawa karnego. Dzielił się na dwie części: pierwszą o przestępstwach i karach kryminalnych (przestępstwa ciężkie) oraz drugą o przestępstwach i karach politycznych (przestępstwa drobne). Kodeks składał się z 264 paragrafów, był wolny od kazuistyki oraz napisany jasnym i prostym językiem. Najważniejszym dokonaniem twórców „Józefiny” było wprowadzenie formalnej definicji przestępstwa. § 1 określał przestępstwo jako czyn uznany w kodeksie za przestępstwo (nullum crimen sine lege). Również kary musiały być ściśle określone w kodeksie (nulla poena sine lege). Kodeks podkreślał subiektywny i indywidualny charakter odpowiedzialności. Zrównano również usiłowanie z dokonaniem przestępstwa. Pewnym krokiem wstecz było natomiast pominięcie instytucji przedawnienia.
Wśród przestępstw wymienianych w „Józefinie” ważne miejsce zajmowała zbrodnia obrazy majestatu, która została zrównana z zamachem przeciwko państwu jako całości. Zniesiono karalność czarów, wprowadzono karalność pojedynków. Przestępstwa przeciw religii zostały zaliczone do przestępstw politycznych, podobnie jak przestępstwa obyczajowe. Utrzymano natomiast karalność samobójstwa. W postępowaniu zwyczajnym zniesiono również karę śmierci (w postępowaniu doraźnym utrzymano karę śmierci przez powieszenie). Rozbudowano kary więzienia, które były jednak tak surowe, że niektórzy członkowie komisji kodyfikacyjnej byli za pozostawieniem kary śmierci ze względów humanitarnych. Kary dzieliły się na czasowe, długie i długotrwałe (do 100 lat), albo na łagodne, ciężkie i najcięższe (np. przykucie skazańca do ściany żelazną obręczą). Kary mogły być „urozmaicane” za pomocą piętnowania, chłosty, przykucia łańcuchami, postem o chlebie i wodzie, czy też holowaniem statków po Dunaju.
Za czasów Józefa oddzielono również prawo karne procesowe od materialnego. W 1788 r. wydano „Ordynację Procesową” (Allgemeine Criminalgerichtsordung). Składała się ona z 304 paragrafów. Utrzymywała ona dotychczasowy proces inkwizycyjny. Wobec zniesienia jeszcze w 1776 r. tortur zeznania wymuszano za pomocą tzw. kar za nieposłuszeństwo (chłosta lub post).
Wszystkie kodeksy zostały wydane w języku niemieckim.

#### Reformy szkolnictwa
Dziełem Józefa była również rozbudowa jednoklasowych szkół elementarnych we wsiach i miasteczkach. W miastach powiatowych powstawały szkoły trzyklasowe, a w miastach obwodowych czteroklasowe. Przy tych ostatnich kształcono nauczycieli. Językiem nauczania był język niemiecki. Były one poddane kontroli urzędów obwodowych i gubernialnych. Szkoły były finansowane przez Fundusz Edukacyjny i Fundusz Religijny. Zastosowano natomiast reżim oszczędnościowy w odniesieniu do uniwersytetów. W habsburskiej monarchii pozostały cztery uniwersytety – w Wiedniu, Peszcie, Louvain i Pawii. Liczba studentów została ściśle określona, stosownie do liczby stanowisk do obsadzenia w administracji i sądownictwie. Pozostałe uniwersytety zamieniono na licea. Cesarz, jako człowiek praktyczny, nie był zbyt gorliwym mecenasem sztuk pięknych i literatury, z wyjątkiem teatru i muzyki.

#### Reformy kościelne

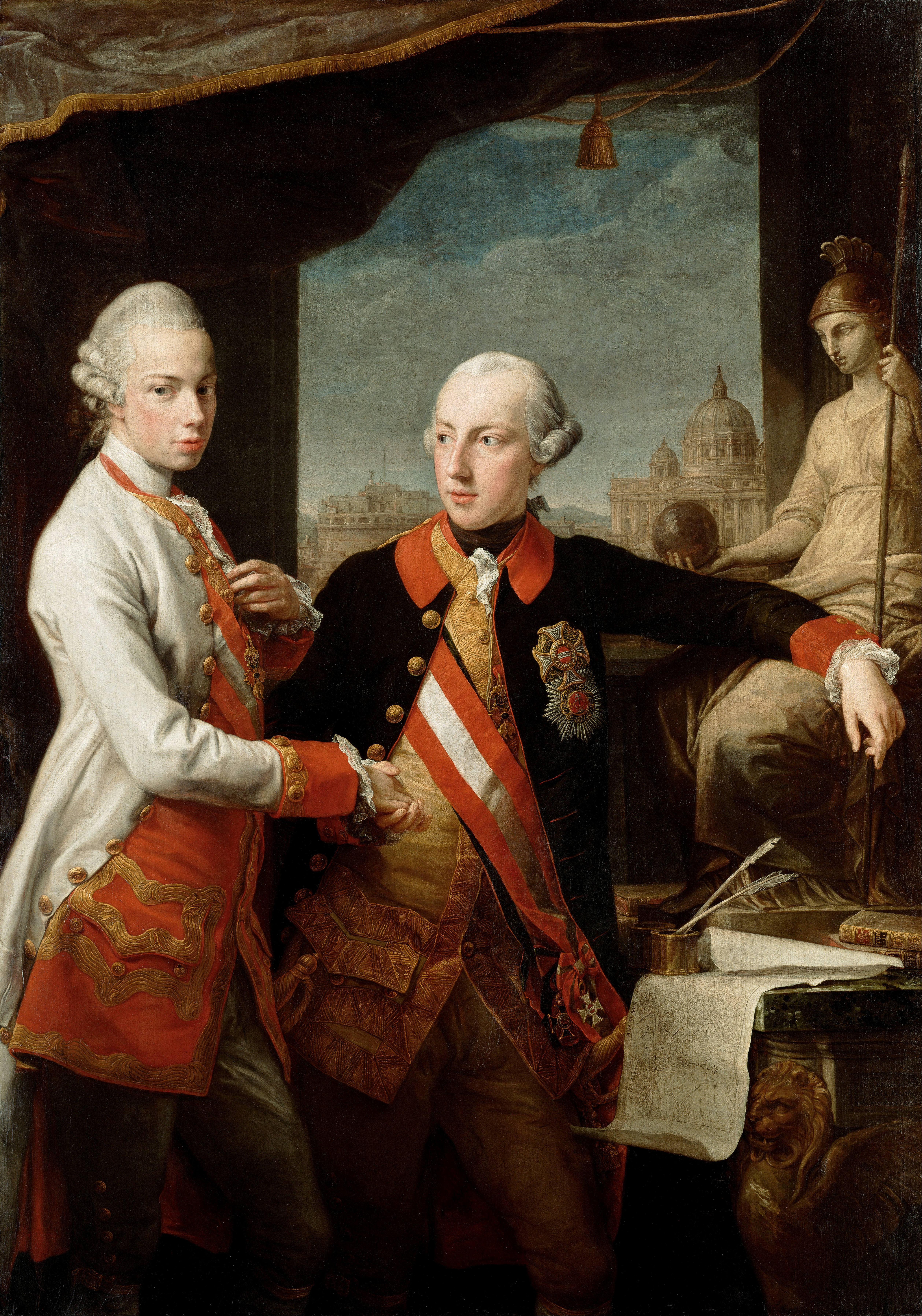
Józef (z prawej) i jego młodszy brat Piotr Leopold

Swą słynną politykę kościelną (józefinizm) Józef rozpoczął w 1781 r., wydając edykt o tolerancji dla protestantów i prawosławnych (Patent tolerancyjny) oraz edykt o obowiązkowym placecie cesarskim (potwierdzeniu) dla każdej bulli papieskiej. W tym samym roku rozpoczęto sekularyzację zakonu kartuzów. 12 stycznia 1782 r. ukazał się dekret o kasacie wszystkich męskich i żeńskich zgromadzeń zakonnych nie zajmujących się szkolnictwem, pielęgnowaniem chorych i nauką. Na wieść o tym do Wiednia przybył papież Pius VI, ale jego wizyta nie odniosła zamierzonego skutku. Papież próbował jeszcze utrzymać swoje zwierzchnictwo nad austriackim episkopatem, ale Józef, wspierany przez swojego przybocznego teologa, benedyktyna Franza Stephana Rautenstraucha, przeprowadził reformy do końca. Zlikwidowano przeszło 700 domów zakonnych, rozpędzając 38 tysięcy zakonników i zakonnic. Budynki klasztorne przeznaczono na spichrze, magazyny i warsztaty, zaś majątki przeszły na Fundusz Religijny, z którego opłacano szkolnictwo, szpitale oraz nowe parafie. 13 października 1782 cesarz wydał patent tolerancyjny dla luteranizmu, kalwinizmu i prawosławia, co zresztą odpowiadało pejzażowi religijnemu monarchii Habsburgów.
Józef chciał bowiem pokryć kraj możliwie jak najgęstszą siecią parafialną, tak aby z każdej miejscowości można było w ciągu godziny dojść do kościoła. W latach 1782–1783 utworzono 800 nowych parafii. Towarzyszyło temu burzenie tych kościołów, które nie pasowały do cesarskiego schematu. Proboszczowie mieli być w zamysłach Józefa urzędnikami państwowymi. Z ambon mieli odczytywać i objaśniać rozporządzenia cesarskie, szerzyć wiedzę rolniczą i medyczną, zwalczać przesądy, nawoływać do pracowitości i moralności oraz uczyć młodzież. Cesarz drobiazgowo uregulował organizację parafii i diecezji, ingerując nawet w porządek nabożeństw. Rozwiązywał bractwa religijne, zakazywał procesji i pielgrzymek. Ze względów oszczędnościowych określał nawet, ile świec może palić się na ołtarzu. Fryderyk II słysząc o działaniach Józefa, nazwał go „cesarzem-zakrystianem”.

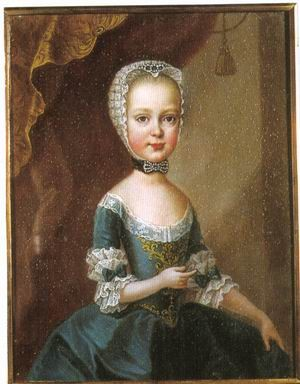
Ukochana córka Józefa – Maria Teresa

Działania Józefa spotykały się ze sprzeciwem kleru. Józef natomiast miał ambicję wykształcenia duchownych w duchu nowej dyscypliny państwowo-kościelnej. Nie mając zaufania do seminariów diecezjalnych powołał w 1783 r. seminaria generalne we wszystkich prowincjach. W 1786 r. uzyskały one monopol na kształcenie duchownych. Program nauczania opracował Rautenstrauch. Kościół austriacki uniezależnił się od Rzymu i stał się częścią aparatu państwowego.

### Odzew na reformy
Józef, czasami postrzegany jako wręcz rewolucjonista czy jakobin, uparcie zwalczał społeczne i narodowe siły w swojej monarchii. Propagowany przez cesarza centralizm napotkał jednak silny opór na prowincji, zwłaszcza na Węgrzech i w austriackich Niderlandach. Łamanie przywilejów stanowych i reformy chłopskie wywoływały sprzeciw szlachty. Reformy kościelne napotykały na opór nie tylko ze strony duchowieństwa, ale również i chłopów, przywiązanych do religijnych tradycji. Mieszczanie byli niezadowoleni z powodu ograniczenia samorządu i równouprawnienia Żydów. Chłopom ciążyły podatki i służba wojskowa, obawiali się również dalszych „nowości”. Wybuchały liczne powstania chłopskie. Największe z nich wybuchło w Siedmiogrodzie w 1784 r. Powstańcy, pod wodzą Harii i Crisana, plądrowali dwory węgierskiej szlachty i walczyli z wojskami cesarskimi przekonani jednak, że cesarz jest po ich stronie. Krwawe stłumienie powstania i okrutna kaźń jego przywódców (byli łamani kołem i żywcem ćwiartowani) wyprowadziły ich z błędu.
Rządy Józefa rozczarowały również liberałów i wolnomyślicieli. Początek rządów cesarza był wprawdzie bardzo liberalny. Ustawa o cenzurze z 1781 r. była bardzo liberalna. Zakazywała ona tylko krytykowania ustroju państwa. Dopuszczała natomiast krytykę kleru, szlachty, a nawet cesarza. Podczas wizyty papieża Piusa VI w Wiedniu w 1782 r. stolica Austrii została zasypana antypapieskimi pamfletami. Co radykalniejsi doradcy cesarza, tacy jak Joseph von Sonnenfels, zaczęli nawet postulować przekształcenie państwa w monarchię konstytucyjną. Jednak monarchia Habsburgów poszła ostatecznie z oświeconego absolutyzmu w kierunku państwa policyjnego.
Pierwszym krokiem na tej drodze był patent z 1785 r., który nakazywał policji szczególny nadzór nad masonerią. Policja była organizowana od 1782 r. i rychło jej dyrekcje znalazły się w każdym z krajów monarchii. Organem centralnym było wiedeńskie ministerstwo policji na czele z Josephem Pergenem. Rozwijała się sieć tajnych agentów, szpiegów, donosicieli i prowokatorów. Policja tłumiła wolność prasy i słowa. Nowy patent o cenzurze znosił co liberalniejsze przepisy dawnej ustawy. Sprawnie działający aparat policyjny był najtrwalszym z dokonań Józefa i służył przez długi czas jego następcom.

Maria Antonina, ulubiona siostra Józefa

W 1788 r. cesarz dał posłuch namowom prymasa Austrii i zaczął wymagać od profesorów uniwersyteckich prawowierności katolickiej.
Łamanie swobód prowincji napotkało opór w Niderlandach. W latach 1786–1787 na ten kraj spadł istny deszcz cesarskich dekretów. W 1787 r. stany prowincji odmówiły publikacji cesarskich dekretów i płacenia podatków. Ich opór został złamany przez wojsko i w 1788 r. Józef nałożył na kraj nowe podatki. Mniejsze prowincje ugięły się pod jego wolą, ale Brabancja i Hainaut wciąż się opierały. Józef złamał więc prawa tych prowincji i zreformował ich ustrój. Spowodowało to rewolucję w Brabancji i ostatecznie oderwanie się Niderlandów od Austrii. Secesja ta utrzymała się do grudnia 1790 r.
Secesyjne nastroje panowały również na Węgrzech, gdzie szlachta groziła odłączeniem się od monarchii, jeśli cesarz nie zwoła sejmu. Podobne nastroje panowały również w Galicji. Stany krajowe odmawiały płacenia podatków, a kraj nawiedzały bunty chłopskie. Józef był zmuszony wycofać patent urbanialny z 1789 r. W styczniu 1790 r., leżąc już na łożu śmierci, odwołał wszystkie dekrety dotyczące Węgier, z wyjątkiem patentu tolerancyjnego oraz zniesienia poddaństwa osobistego chłopów.

## Kultura w czasach Józefa II
W czasach Józefa II Wiedeń był jedną z kulturalnych stolic Europy. Swoje największe dzieła tworzyli tacy artyści jak Wolfgang Amadeus Mozart, Antonio Salieri czy Lorenzo da Ponte.

## Śmierć

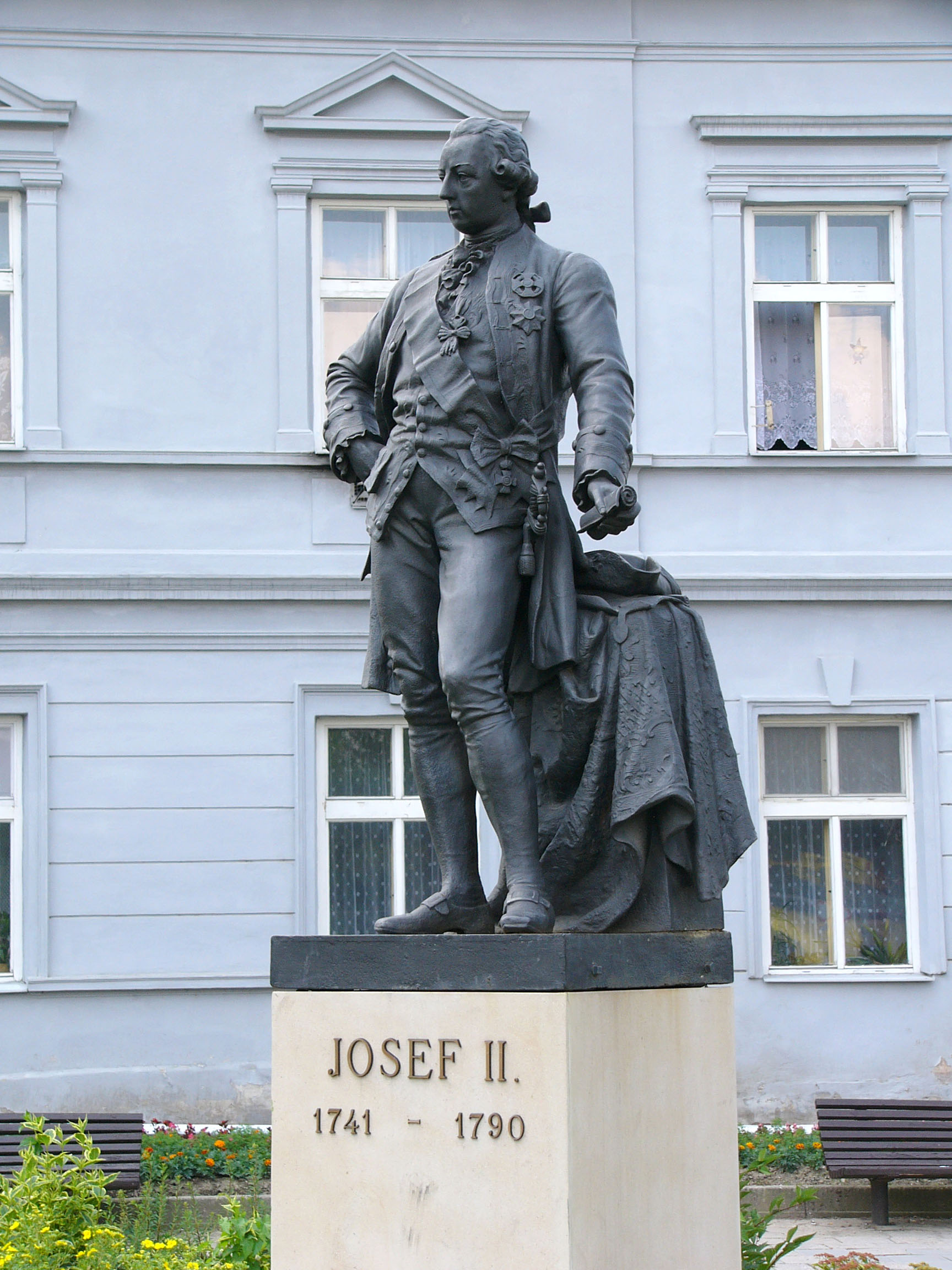
Pomnik Józefa II w Uničovie w Czechach

Cierpiący na gruźlicę i chorobę wątroby cesarz zmarł 20 lutego 1790 r. Przedtem powiedział do swojego szambelana: Jestem spokojny. Nie zgadzam się z poetą, który napisał, że straszne jest przejście z tronu do trumny. Nie żałuję, że opuszczam tron. Moją jedyną troską jest to, że po tylu moich wysiłkach zostawiam niewielu szczęśliwych, a tylu niewdzięczników.
Józef został pochowany w Krypcie Cesarskiej pod Kościołem Kapucynów w Wiedniu. Na swoim grobie kazał napisać: Tu spoczywa Józef II, który przegrał we wszystkich swoich przedsięwzięciach.
Tron objął jego młodszy brat, Leopold II Habsburg, który odwołał większość reform Józefa.

## Pełna tytulatura
Józef, z Bożej łaski uświęcony i wybrany cesarz rzymski, po wieki August, król Niemiec, Węgier, Czech, Dalmacji, Chorwacji, Slawonii, Jerozolimy, Galicji i Lodomerii, etc., etc., arcyksiążę Austrii, książę Burgundii, Lotaryngii, Styrii, Karyntii i Karnioli, Bukowiny, wielki książę Toskanii, wielki książę Siedmiogrodu, margrabia Moraw, książę Brabancji, Luksemburga, Limburga, Geldrii, Wirtembergii, Teck, Górnego i Dolnego Śląska, Mediolanu, Mantui, Parmy, Placetii, Guastalli, Oświęcimia i Zatoru, Kalabrii, Baru, Montferratu i Cieszyna, książę Szwabii i Charlesville, hrabia Habsburga, Flandrii, Tyrolu, Hainaut, Kyburga, Gorycji i Gradiszki etc., margrabia Świętego Cesarstwa Rzymskiego, Burgau, Górnych i Dolnych Łużyc, Pont-à-Mousson, Nomeny etc., hrabia Namur, Prowansji, Blâmont, Zutphen, Saarwerden, Salm, Falkenstein, etc., etc., pan Marchii Wendyjskiej, Mechelen, etc., etc., etc.

## Genealogia
| Prapradziadkowie                              | książę Lotaryngii Mikołaj II Lotaryński (1612–1670) ∞1634 Klaudia Lotaryńska (1612–1648)                | cesarz rzymski Ferdynand III Habsburg (1608–1657) ∞ 1651 Eleonora Gonzaga (1630–1686)                   | król Francji Ludwik XIII Burbon (1601–1643) ∞1615 Anna Habsburg (1601–1666)                             | elektor Palatynatu Karol Ludwik Wittelsbach (1617–1680) ∞ 1650 Charlotta Hessen-Kassel (1627–1686)      | cesarz rzymski Ferdynand III Habsburg (1608–1657) ∞1631 Maria Anna Habsburg (1606–1646)        | elektor Palatynatu Filip Wilhelm Wittelsbach (1615–1690) ∞1653 Elżbieta Amalia Hessen-Darmstadt (1635–1709) | książę Brunszwiku-Wolfenbüttel Antoni Ulryk Welf (1633–1714) ∞1656 Elżbieta von Schleswig-Holstein-Sønderborg-Nordborg (1634–1704) | Albrecht Ernst zu Oettingen-Oettingen (1642–1683) ∞ Krystyna Fryderyka Wirtemberska (1644–1674)       |
| Pradziadkowie                                 | książę Lotaryngii Karol V Lotaryński (1643–1690) ∞1678 Eleonora Habsburg (1653–1697)                    | książę Lotaryngii Karol V Lotaryński (1643–1690) ∞1678 Eleonora Habsburg (1653–1697)                    | książę Orleanu Filip I Burbon (1640–1701) ∞1671 Elżbieta Charlotta Wittelsbach (1652–1722)              | książę Orleanu Filip I Burbon (1640–1701) ∞1671 Elżbieta Charlotta Wittelsbach (1652–1722)              | cesarz rzymski Leopold I Habsburg (1640–1705) ∞1676 Eleonora Magdalena Wittelsbach (1665–1720) | cesarz rzymski Leopold I Habsburg (1640–1705) ∞1676 Eleonora Magdalena Wittelsbach (1665–1720)              | książę Brunszwiku-Lüneburg Ludwik Rudolf Welf (1671–1735) ∞1690 Krystyna Ludwika Öttingen (1671–1747)                              | książę Brunszwiku-Lüneburg Ludwik Rudolf Welf (1671–1735) ∞1690 Krystyna Ludwika Öttingen (1671–1747) |
| Dziadkowie                                    | książę Lotaryngii Leopold I Józef Lotaryński (1679–1729) ∞1689 Elżbieta Charlotta Orleańska (1676–1744) | książę Lotaryngii Leopold I Józef Lotaryński (1679–1729) ∞1689 Elżbieta Charlotta Orleańska (1676–1744) | książę Lotaryngii Leopold I Józef Lotaryński (1679–1729) ∞1689 Elżbieta Charlotta Orleańska (1676–1744) | książę Lotaryngii Leopold I Józef Lotaryński (1679–1729) ∞1689 Elżbieta Charlotta Orleańska (1676–1744) | cesarz rzymski Karol VI Habsburg (1685–1740) ∞1708 Elżbieta Krystyna Welf (1691–1750)          | cesarz rzymski Karol VI Habsburg (1685–1740) ∞1708 Elżbieta Krystyna Welf (1691–1750)                       | cesarz rzymski Karol VI Habsburg (1685–1740) ∞1708 Elżbieta Krystyna Welf (1691–1750)                                              | cesarz rzymski Karol VI Habsburg (1685–1740) ∞1708 Elżbieta Krystyna Welf (1691–1750)                 |
| Rodzice                                       | cesarz rzymski Franciszek I Lotaryński (1708–1765) ∞1736 Maria Teresa Habsburg (1717–1780)              | cesarz rzymski Franciszek I Lotaryński (1708–1765) ∞1736 Maria Teresa Habsburg (1717–1780)              | cesarz rzymski Franciszek I Lotaryński (1708–1765) ∞1736 Maria Teresa Habsburg (1717–1780)              | cesarz rzymski Franciszek I Lotaryński (1708–1765) ∞1736 Maria Teresa Habsburg (1717–1780)              | cesarz rzymski Franciszek I Lotaryński (1708–1765) ∞1736 Maria Teresa Habsburg (1717–1780)     | cesarz rzymski Franciszek I Lotaryński (1708–1765) ∞1736 Maria Teresa Habsburg (1717–1780)                  | cesarz rzymski Franciszek I Lotaryński (1708–1765) ∞1736 Maria Teresa Habsburg (1717–1780)                                         | cesarz rzymski Franciszek I Lotaryński (1708–1765) ∞1736 Maria Teresa Habsburg (1717–1780)            |
| Józef II Habsburg (1741–1790), cesarz rzymski | | | | |                                                                                                | | | |
| Żona                                          | ∞1760 Izabela Maria Burbon-Parmeńska1 (1741–1763)                                                       | ∞1760 Izabela Maria Burbon-Parmeńska1 (1741–1763)                                                       | ∞1760 Izabela Maria Burbon-Parmeńska1 (1741–1763)                                                       | ∞1760 Izabela Maria Burbon-Parmeńska1 (1741–1763)                                                       | ∞1765 Maria Józefa Wittelsbach² (1739–1767)                                                    | ∞1765 Maria Józefa Wittelsbach² (1739–1767)                                                                 | ∞1765 Maria Józefa Wittelsbach² (1739–1767)                                                                                        | ∞1765 Maria Józefa Wittelsbach² (1739–1767)                                                           |
| Dzieci                                        | Maria Teresa Habsburg (1762–1770)                                                                       | Maria Teresa Habsburg (1762–1770)                                                                       | Maria Krystyna Habsburg (1763)                                                                          | Maria Krystyna Habsburg (1763)                                                                          |                                                                                                | | | |

1. Córka księcia Parmy Filipa I Burbona i Ludwiki Elżbiety Burbon.

2. Córka cesarza rzymskiego i elektora Bawarii Karola VII Wittelsbacha i Marii Amalii Habsburg.

## Ciekawostki
- Józef II Habsburg jest patronem jednej z ulic w Krakowie, w dzielnicy Kazimierz (ul. Józefa)[9]
- W Cieszynie, w Parku Pokoju znajduje się jedyny w Polsce pomnik Józefa II Habsburga.
- Jeffrey Jones zagrał Józefa w filmie Miloša Formana Amadeusz z 1984 r.
- Danny Huston zagrał Józefa w filmie Sofii Coppoli Maria Antonina z 2006 r.